# Clan Fujiwara
 (février 2020).
Pour les articles homonymes, voir Fujiwara (homonymie).
Le clan Fujiwara (藤原氏, Fujiwara-shi) est une famille de la noblesse japonaise qui a donné de nombreux régents aux empereurs japonais pendant les périodes Nara (奈良時代, Nara jidai) et Heian (平安時代, Heian jidai), soit du VIIIe au XIIe siècle du calendrier grégorien. Le clan a existé de l’époque Kodai (古代) à l’époque Kinsei (近世), mais des branches du clan ont continué à jouer un rôle important dans l'aristocratie japonaise jusqu'à l'époque contemporaine. À l’époque de Heian, le nom de famille officiel était Fujiwara, mais après la période Kamakura (鎌倉時代, Kamakura jidai), chaque famille garda son nom originel, Fujiwara n’étant plus utilisé que pour des raisons officielles. Le nom Fujiwara signifie l’« enclos aux glycines ».

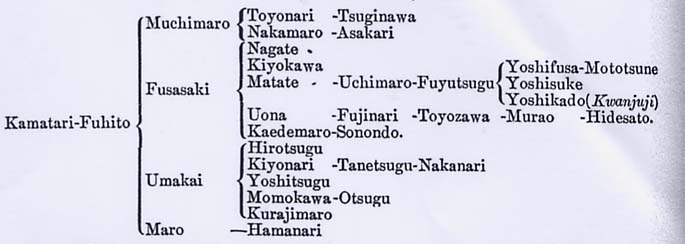
Arbre généalogique du clan Fujiwara.

## Époque de Nara
L’influence politique du clan Fujiwara connut un essor pendant la période Asuka. Nakatomi no Kamatari, un membre de la famille Nakatomi (de la basse noblesse) mena un coup d’État contre le clan Soga en 645 et initia rapidement une série de réformes (réforme de Taika). En 669, l’empereur Tenji, qui régna de 661 à 671, accorda le kabane « Fujiwara no Ason » à Kamatari. Ensuite, le nom passa aux descendants de Fujiwara no Fuhito (659-720), le deuxième fils et héritier de Kamatari, qui fut en vue à la cour de plusieurs empereurs et impératrices de la période Nara. Fujiwara no Fuhito fit de sa fille Miyako une concubine de l'empereur Mommu. Et lorsque le prince Obito devint l’empereur Shōmu, Fuhito lui fit épouser une de ses autres filles, Kōmyō. Elle fut la première impératrice du Japon à n'être pas issue de la famille impériale elle-même. Fuhito eut quatre fils et chacun d’eux fonda un clan. Parmi eux, Hokke (la famille du Nord) devint le chef du clan Fujiwara.

## Époque de Heian
Pendant la période Heian, la branche Hokke de la famille Fujiwara est parvenue à établir une position de régence héréditaire auprès des empereurs, aussi bien pour les empereurs mineurs (sesshō) que pour les adultes (kanpaku).
De nombreux membres du clan Fujiwara occupent alors des postes clefs auprès de nombreux empereurs. D'autres membres plus modestes comprennent des nobles de cour, des gouverneurs provinciaux, des vice-gouverneurs, des membres de l’aristocratie provinciale ou des samouraïs. Le clan Fujiwara était la plus puissante des quatre grandes familles qui ont dominé la politique japonaise pendant la période de Heian (794-1185). Les autres familles étaient les Tachibana, les Taira et les Minamoto.
Le clan Fujiwara a exercé un énorme pouvoir, particulièrement pendant la période des gouvernements de régence aux Xe et XIe siècles, période qui a connu des empereurs fantoches.
Le clan Fujiwara a dominé le gouvernement du Japon de 794 au règne de l'empereur Go-Sanjō (1068). Il n’y a aucun point de départ clairement établi quant à leur domination[Passage contradictoire].
Les princes Fujiwara ont, au commencement, servi de plus hauts ministres dans la cour impériale (kanpaku) et de régents (sesshō) pour les monarques mineurs.
Le clan Fujiwara était donc la véritable « puissance derrière le trône » pendant des siècles. Ils n’ont apparemment jamais aspiré à supplanter la dynastie impériale. Au lieu de cela, l’influence du clan procédait à des mariages avec la famille impériale. Les épouses des princes et des empereurs étaient souvent des femmes issues du clan Fujiwara. Ainsi, les chefs de la maison Fujiwara étaient en général le beau-père, le beau-frère, l’oncle, ou le grand-père maternel de l’empereur.
La famille a atteint l’apogée de sa puissance sous Fujiwara no Michinaga (966-1027), un kanpaku qui était le grand-père de trois empereurs, le père de six impératrices et le grand-père de sept autres épouses impériales. Il est donc clair que c’est Michinaga qui a régné sur le Japon pendant cette période et non les empereurs en titre.
Le clan Fujiwara a dirigé le Japon jusqu’au règne de l'empereur Go-Sanjō, qui fut le premier empereur depuis l’empereur Uda (au IXe siècle) dont la mère n’était pas une Fujiwara. L’empereur Go-Sanjō a rétabli la puissance impériale grâce à sa forte personnalité et à des réformes pour diminuer l’influence des Fujiwara.
Les Fujiwara cherchent en vain à regagner leur ancienne puissance en 1156 au cours de la rébellion de Hōgen puis, en 1160, au cours de la rébellion de Heiji. Cependant, la guerre de Genpei détruit définitivement leur puissance et voit l’avènement du clan Minamoto et du premier bakufu.

## Époques ultérieures
Au XIIIe siècle, le clan Fujiwara du Nord (Hokke) se scinda en cinq familles : la famille Konoe, Takatsukasa, Kujō, Nijō et Ichijō. Ces familles continuèrent à se partager à tour de rôle les titres de régents (sesshō et kanpaku), devenus largement honorifiques dans le nouveau système du bakufu dans lequel la noblesse de cour avait perdu tout rôle politique. Les membres du clan Fujiwara continuèrent à occuper des rôles de régents, conseillers et ministres auprès de l'empereur jusqu'au XXe siècle.
Fumimaro Konoe, un descendant célèbre de la lignée, devint premier ministre pendant trois mandats au cours de l'ère Shōwa.

## Membres
Voici une liste non exhaustive des membres du clan Fujiwara par ordre alphabétique :
- Ama-no-Koyane-no-mikoto (天児屋命, kami mâle chargé des affaires divines des Amatsukami, prétendu ancêtre du clan Fujiwara)
- Fujiwara no Fuhito
- Fujiwara no Kamatari
- Fujiwara no Kaneie
- Fujiwara no Kanemichi
- Fujiwara no Kintō
- Fujiwara no Koretada
- Fujiwara no Michikane
- Fujiwara no Michinaga
- Fujiwara no Michinori
- Fujiwara no Michitaka
- Fujiwara no Momokawa
- Fujiwara no Moroie
- Fujiwara no Moromichi
- Fujiwara no Morosuke
- Fujiwara no Morozane
- Fujiwara no Motofusa
- Fujiwara no Mototsune
- Fujiwara no Mototoshi
- Fujiwara no Motozane
- Fujiwara no Nagaie
- Fujiwara no Nobuyori
- Fujiwara no Norimichi
- Fujiwara no Saneyori
- Fujiwara no Shunzei
- Fujiwara no Tadahira
- Fujiwara no Tadaie
- Fujiwara no Tadamichi
- Fujiwara no Tadazane
- Fujiwara no Tanetsugu
- Fujiwara no Teika
- Fujiwara no Tokihira
- Fujiwara no Toshitada
- Fujiwara no Yorimichi
- Fujiwara no Yorinaga
- Fujiwara no Yoritada
- Fujiwara no Yoshifusa
- Fujiwara no Yukinari
- Fujiwara no Yoshisuke
- Fujiwara no Yoshitsugu

Ōshū Fujiwara
- Fujiwara no Hidehira
- Fujiwara no Kiyohira
- Fujiwara no Motohira
- Fujiwara no Tsunekiyo
- Fujiwara no Yasuhira